# Dorset (Vermont)
Dorset – miasto w Stanach Zjednoczonych, w stanie Vermont, w hrabstwie Bennington.